# Peter Latham
Peter David Latham (* 8. Januar 1984 in Te Awamutu) ist ein ehemaliger neuseeländischer Radrennfahrer.
2003 wurde Peter Latham zweifacher neuseeländischer Meister: im Einzelzeitfahren der U23 sowie in der Einerverfolgung auf der Bahn; im Jahr darauf errang er den nationalen U23-Titel im Zeitfahren und im Straßenrennen. 2004 startete er bei den Olympischen Spielen in Athen, wo das neuseeländische Team Platz zehn belegt. 2005 gewann er bei den Straßen-Radweltmeisterschaften 2005 in Madrid die Bronzemedaille im Zeitfahren der U23-Fahrer hinter Michail Ignatjew und Dmytro Grabovskyy. Die UCI Oceania Tour 2005 beendete er auf dem dritten Rang.
Bei den Commonwealth Games 2006 in Melbourne wurde Latham Achter im Einzelzeitfahren auf der Straße, und mit seinen Landsmännern Tim Gudsell, Marc Ryan und Hayden Godfrey sicherte er sich Bronze in der Mannschaftsverfolgung auf der Bahn. Bei den Ozeanienspielen im selben Jahr gewann er gemeinsam mit Jason Allen, Tim Gudsell und Marc Ryan die Goldmedaille in der Mannschaftsverfolgung. Im U23-Zeitfahren bei den Straßen-Radweltmeisterschaften 2006 in Salzburg belegte er den neunten Rang. 2009 wurde er mit Sam Bewley, Westley Gough und Marc Ryan Ozeanienmeister in der Mannschaftsverfolgung. Zum Abschluss seiner aktiven Sportkarriere wurde Latham 2012 neuseeländischer Meister in der Einer- wie in der Mannschaftsverfolgung (mit Sam Bewley, Scott Creighton und Hayden McCormick).
Anschließend arbeitete Latham als Personal Trainer in Wellington.

## Erfolge

### Straße
2003
- Neuseeländischer Meister – Einzelzeitfahren (U23)

2004
- Neuseeländischer Meister – Einzelzeitfahren (U23)
- Neuseeländischer Meister – Straßenrennen (U23)

2005
- U23-Weltmeisterschaft – Straßenrennen
- drei Etappen Tour of Wellington
- eine Etappe Tour of Southland (Mannschaftszeitfahren)

2009
- Neuseeländischer Meister – Kriterium

### Bahn
2003
- Neuseeländischer Meister – Einerverfolgung

2005
- Ozeanienspiele – Mannschaftsverfolgung (mit Jason Allen, Tim Gudsell und Marc Ryan)

2006
- Commonwealth Games – Mannschaftsverfolgung (mit Hayden Godfrey, Timothy Gudsell und Marc Ryan)

2009
- Ozeanienmeister – Mannschaftsverfolgung (mit Sam Bewley, Westley Gough und Marc Ryan)

2012
- Neuseeländischer Meister – Einerverfolgung
- Neuseeländischer Meister – Mannschaftsverfolgung (mit Sam Bewley, Scott Creighton und Hayden McCormick)

## Teams
- 2009 Bissell Pro Cycling
- 2010 Bissell
- 2011 Subway Cycling Team
- 2012 Subway Cycling Team